# San Antonio de Padua
San Antonio de Padua este un oraș în Argentina.